# Unde radio

Animație a unei antene radio ce arată structura câmpului electric radiat. Antena în centru este formată din două tije metalice conectate la un emițător (neafișat). Transmițătorul, aplicând un curent alternativ tijelor, le încarcă alternativ pozitiv(+) și negativ(-).

Undele radio sunt unde electromagnetice utilizate în special pentru transmisii de radio și televiziune, cu frecvențe de la câțiva kilohertzi până la câțiva gigahertzi (1 GHz = 109 Hz). Frecvențele se situează în domeniul radiofrecvențelor. În anumite aplicații speciale însă domeniul de frecvențe poate fi mult extins. Astfel, în comunicațiile cu submarinele se folosesc uneori frecvențe de doar câțiva hertzi, iar în comunicațiile digitale fără fir sau în radioastronomie frecvențele pot fi de ordinul sutelor de gigahertzi. Uniunea Internațională a Telecomunicațiilor, forul care reglementează telecomunicațiile prin unde radio, stabilește prin convenție limita superioară a frecvenței undelor radio la 3.000 GHz.

## Benzi

### Pentru transmisii radio și TV se definesc benzile:
- Radio
  - Unde lungi: 153 kHz - 279 kHz
  - Unde medii: 531 kHz - 1.620 kHz
  - Unde scurte: 2.310 kHz - 25.820 kHz
  - Unde ultrascurte: 87.5 MHz - 108 MHz
- Televiziune
  - Banda I (canalele 2-6): 54 MHz - 88 MHz FCC                        47 MHz - 68 MHz CCIR
  - Banda III (canalele 7-13): 174 MHz - 216 MHz FCC              174 MHZ - 230 MHz CCIR
  - Benzile IV și V (canalele 14-69): 470 MHz - 806 MHzFCC    470 MHz - 862 MHz CCIR
- Mobil terestre
- VHF-L  30 - 50 MHz
- VHF-H  150.05 - 174 MHz
- UHF   410 - 470 MHz
- Mobil aeranautica       118 - 136 MHz
- Navigatie aeronautica  VHF  74.8 - 75.2 MHz   108 - 118 MHz
- UHF 328.6 - 335.4 MHz
- L-band  960 - 1215 MHz
- Mobil prin satellite    VHF  137 - 138 MHz space-Earth / 148 - 150.05 MHz Earth-space         (space-Earth, inseamna spatiul la Pamant  / Earth-space, inseamna de la Pamant la spatiul)
- UHF  400.15 - 401 MHz space-Earth / 387.25 - 388-75 MHz Earth-space
- 400.6 - 400.9 MHz space-Earth / 399.99 - 400.05 MHz Earth-space
- L-band    1525 - 1559 MHz space-Earth/  1626.5 - 1660.5 MHz Earth-space
- L/S-band 2483.5 - 2500 MHz space-Earth/ 1610 - 1660.5 MHz Earth-space
- S-band   2170 - 2200 MHz space -Earth/  1980 - 2010 MHz Earth-space
- Benziile terestra pentru communicatiile mobil
- 450          450.4 - 456.6 MHz uplink/ 460.4 - 467.6 MHz dowlink
- DD-700      703 - 733 MHz uplink / 738 - 758 MHz suppliment downlink + 758 - 788 MHz downlink
- DD-800      832 - 862 MHz uplink/ 791 - 821 MHz downlink
- GSM-900    890 - 914 MHz uplink/  935 - 960 MHz downlink
- DCS-1800   1710 - 1785 MHz uplink/ 1805 - 1880 MHz downlink
- UMTS- 2100  1900 - 1920 MHz TDD  +  1920 - 1980 MHz uplink/ 2110 - 2170 MHz downlink
- LTE-2600      2500 - 2570 MHz uplink / 2620 - 2690 MHz downlink + 2570 - 2620 MHz TDD
- 5G- 3500       3410 - 3490 MHz uplink /  3510 - 3590 MHz downlink
- Telefoane fara fir  DECT    1880 - 1900 MHz
- Retele calculator locale fara fir         2400 - 2483.5 MHz
- 5150 - 5350 MHz
- 5460 - 5650  - 5720 MHz
- 57 - 70.2 GHz
- Navigatie satelite   1164 - 1296 MHz      1559 - 1610 MHz

## Absorbția undelor radio
Absorbția undelor radio se produce în pământ și în atmosferă și se datorează rezistenței la propagare prezentate de mediu, fenomenelor de reflexie și refracție în straturile succesive ale atmosferei.
În atmosferă depinde de starea de ionizare a acesteia și de frecvența undelor care se propagă, energia absorbită fiind proporțională cu pătratul frecvenței.
Astfel, pe timpul zilei, pe unde scurte, nu pot fi recepționate decât posturile radio puternice, deoarece undele scurte sunt puternic absorbite de atmosferă.